# Yết hầu (bệnh)
Yết hầu hay viêm tắc thanh quả, viêm thanh khí phế quả ("laryngotracheobronchitis") là căn bệnh nhiễm trùng đường hô hấp thường do virus. Hậu quả là viêm cổ họng, khí quản và cuống phổi làm khó thở. Triệu chứng là ho, nghẽn tiếng và khàn giọng. Ngoài ra  bệnh nhân thường bị sốt và chảy mũi. Triệu chứng nặng nhẹ không nhất định nhưng thường tăng lên vào buổi tối kéo dài một hai ngày..
Bệnh yết hầu là một căn bệnh thông thường, gây bệnh cho khoảng 15% trẻ em từ sáu tháng đến năm tuổi nhưng cũng có trường hợp phát hiện ở trẻ em 15 tuổi. Phái nam bị nhiều hơn nữ, thường phát khởi vào mùa thu khi trời chớm lạnh. Trước khi có lệ chủng ngừa thì bệnh yết hầu bởi vi khuẩn bạch hầu thường gây tử vong. Ngày nay ở Tây phương thì việc chích ngừa DPT (chống bạch hầu, uốn ván, ho gà) thì bệnh yết hầu do bạch hầu gần như không còn nữa.